# Amarens
Amarens – miejscowość i gmina we Francji, w regionie Oksytania, w departamencie Tarn.
Według danych na rok 1990 gminę zamieszkiwało 70 osób, a gęstość zaludnienia wynosiła 14 osób/km² (wśród 3020 gmin regionu Midi-Pyrénées Amarens plasuje się na 993. miejscu pod względem liczby ludności, natomiast pod względem powierzchni na miejscu 1487.).